# Polygonia faunus
Polygonia faunus là một loài bướm ngày thuộc họ Nymphalidae. Loài này có ở Bắc Mỹ.
Sải cánh dài 45–64 mm. Chúng bay từ tháng 5 đến tháng 9 tùy theo địa điểm.
Ấu trùng ăn Upland Willow (Salix humilis), Betula lenta, Alder, Rhododendron occidentale, và Ribes species.

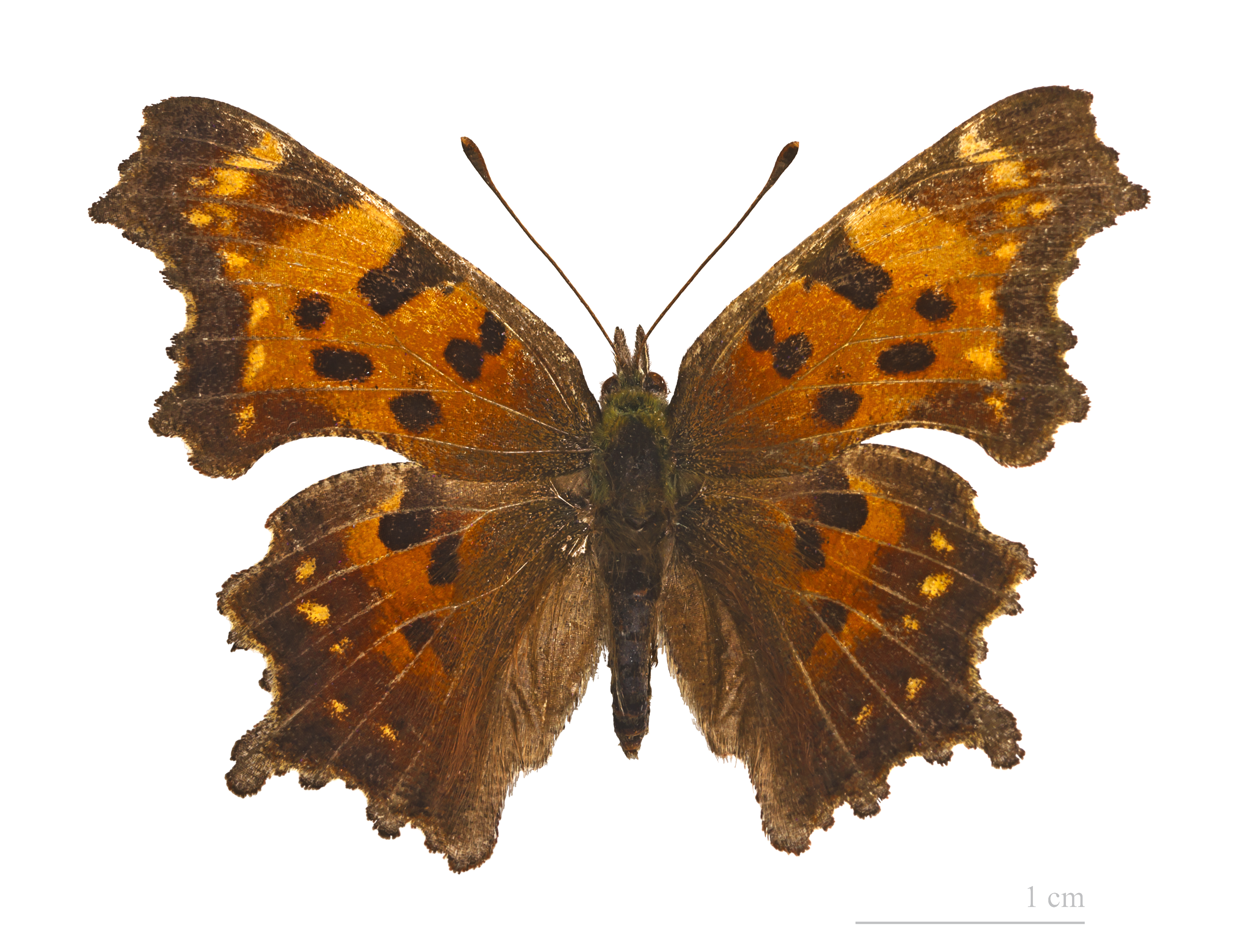
♂ - Dorsal side
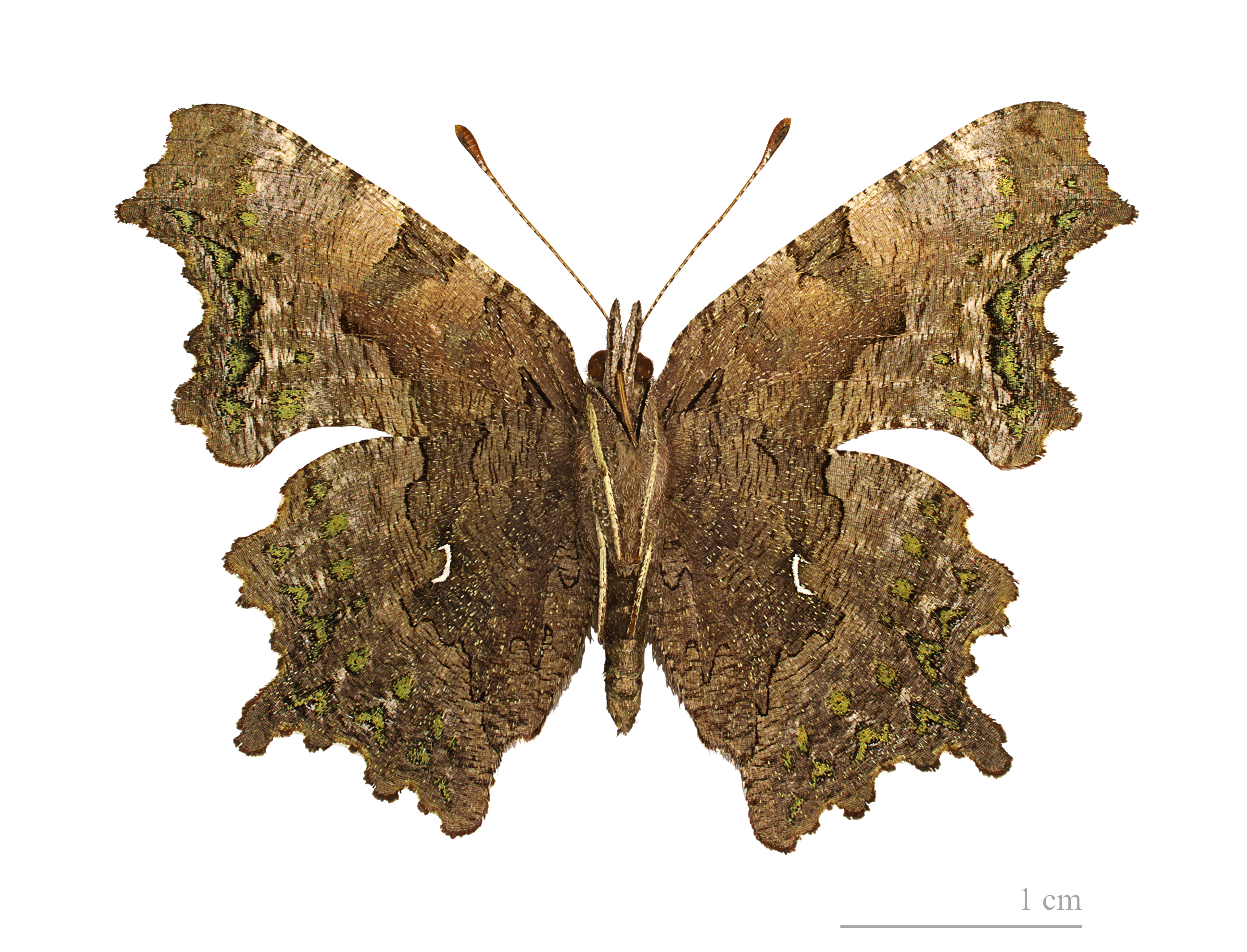
♂ - △ Ventral side
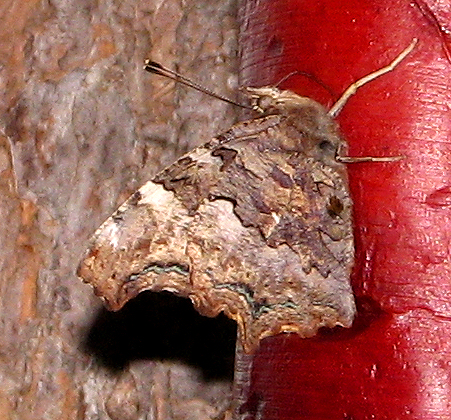
Con cái, Temagami, Ontario